# 水
水（、英: water、他言語呼称は「他言語での呼称」の項を参照）とは、化学式 H2O で表される、水素と酸素の化合物である。日本語においては特に湯と対比して用いられ、液体ではあるが温度が低く、かつ凝固して氷にはなっていないものを言う。また、液状の物全般を指す。なお、湯は温かい水を指していう。

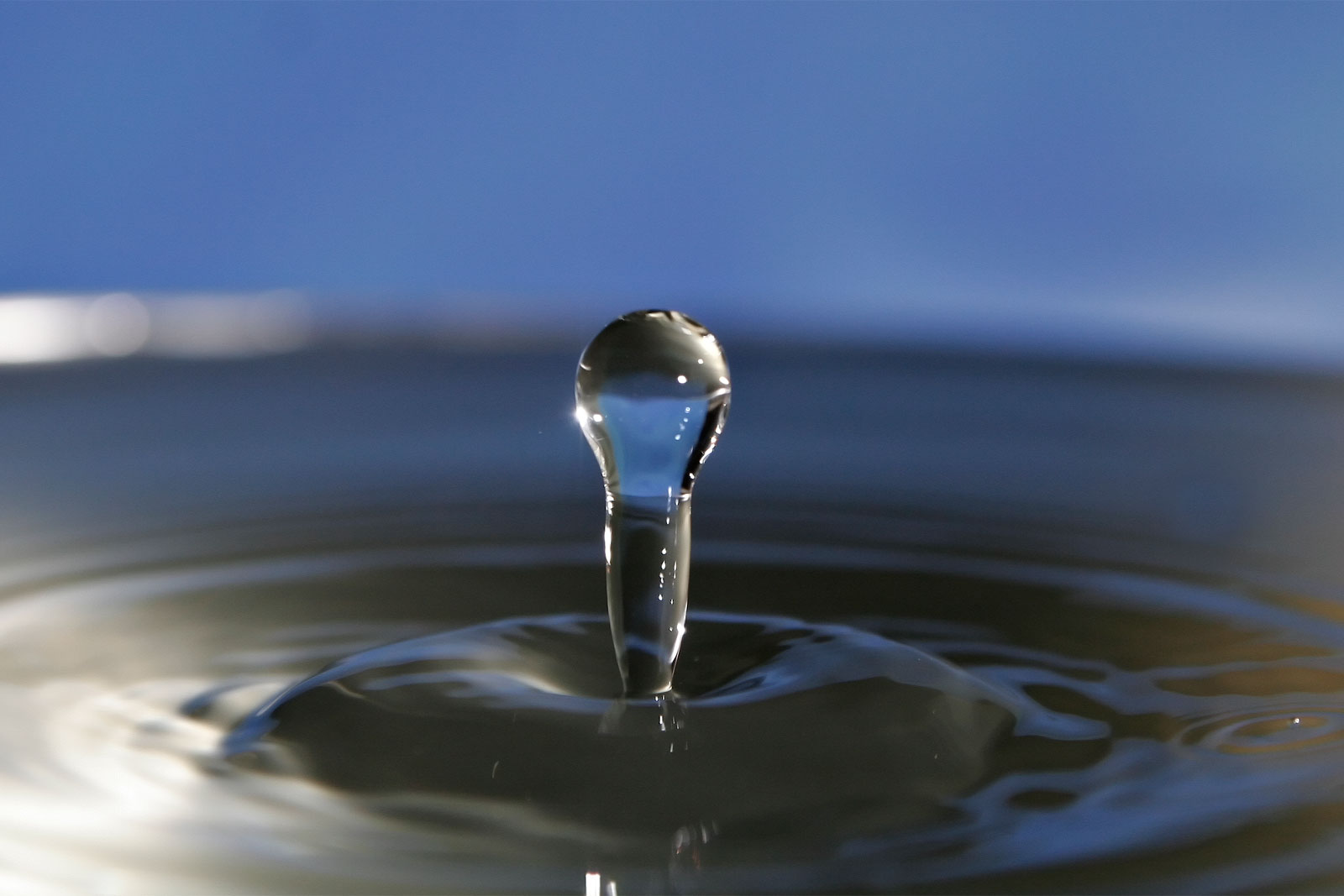
水面から跳ね返っていく水滴

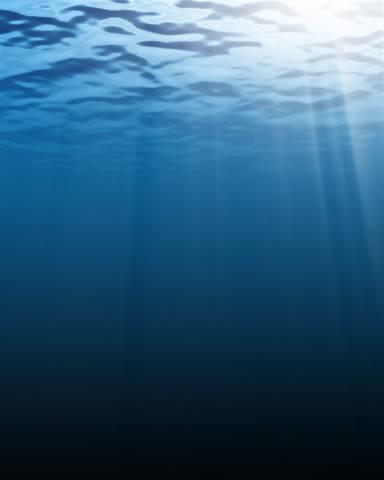
海水

この項目では、水に関する文化的な事項を主として解説する。水の化学的・物理学的な事項は「水の性質」を参照。

## 概
水は、ヒト（人）を含む多くの生命体にとって不可欠な物質であり、地球と似た生命が発生・存続しうる惑星の位置を指すハビタブルゾーンは、惑星表面に液体の水が存在しうる温度を保てる恒星からの距離が主な基準となる（→#生物と水）。人は、尿や汗として、成人男性で1日4リットル余り、成人女性で1日3リットルの水を体外に排出し、これは体内にある水の10％程度に相当し、飲み物に含まれる飲料水を20代男性で1日1.8リットル、20代女性で1.4リットル飲む必要がある。水は様々な産業活動にも不可欠である。
古代ギリシャではタレスが「万物のアルケーは水」とし、エンペドクレスは四大元素の1つで基本的な元素として水を挙げた。古代インドでも五大の1つとされ、中国の五行説でも基本要素の一つと見なされている。18世紀の後半まで、洋の東西を問わず人々はそうした理解をしていた。それが変わったのは、19世紀前半に、ドルトン、ゲイリュサック、フンボルトらの実験が行われ、アボガドロによって分子説が唱えられたことによって、{\displaystyle {\ce {H2O}}} で表すことができる水素と酸素の化合物と理解されるようになった。（→#水の知識の歴史概略）
常温常圧では液体で、透明ではあるが、ごくわずかに青緑色を呈している（ただし、重水は無色である）。また無味無臭である。日常生活で人が用いるコップ1杯や風呂桶程度の量の水にはほとんど色が無いので、水の色は「無色透明」と形容される。詩的な表現では、何かの色に染まっていないことの象徴として水が用いられることがある。しかし、海、湖、ダム、大きな川など、厚い層を成して存在する大量の水の色は青色に見える。このような状態で見える水の色を、日本語ではそのまま水色と呼んでいる。（→水の色）
化学が発展してからは化学式 {\displaystyle {\ce {H2O}}} で表され、「水素原子と酸素原子は共有結合で結びついている」と理解されている。（→水の性質）
また水は、かつて1 kgや1 calの単位の基準として用いられていた。（→水の性質）
前述のように、水は、全ての既知の生命体にとって不可欠な物質で、その身体を構成する物質の最も多くを占めている。細胞核や細胞質で最も多い物質でもあり、細胞内の物質を代謝する際の媒体としても利用されている。通常、質量にして生物体の70–80 %が水によって占められている。人体も60–70 %程度が水である。（→#生物と水）
地球表面、特に海洋に豊富に存在する。水は人類にとって身近であって、地球上の生物の生存に必要な物質である。しかし宇宙全体で見ると、実は液体の状態で存在している量は少ない。（→#水の分布）
現代の人類の水の使用量の約7割が農業用水である。現代の東京の家庭での水の使用量を多い順に並べると、トイレ、風呂、炊事である。（→#水の使用量）
以下では、水に関する人類の知識の歴史概略を解説し、続いて現代物理学での水の理解などを解説する。

## 呼称
日常的な日本語では、同じ液体の水でも温度によって名称を変えて呼び分ける。低温や常温では水と呼ぶが、温度が高くなると湯（）と呼び、別の漢字を宛てる。しかし、英語（water）やフランス語（eau）やスペイン語（agua）などでは、液体であれば温度によらず名称は不変である。
日本語では、湯などから立ち上った水蒸気が凝結して空気中に細かな粒として存在する水は、湯気と言う。
用途、性質、存在する場所などによる呼び分けも行われている。例えば、水の中でも、特に飲用に供せるものを飲料水と言う。海にある塩分などを多く含む水は海水、地下に存在する水は地下水と呼び、地下水を汲みボトルに詰めた製品をボトルウォーターと呼ぶ。また、用途によって、農業用水、工業用水などの呼称もある。機能と水質に基づく、上水、中水、下水という呼称もある。

### 他言語での呼称
古代ギリシア語では「ὕδωρ」。発音は時代と共に変遷しており、紀元前5世紀はIPA: /hý.dɔːr/「ヒュドール」、紀元前1世紀は IPA: /ˈ(h)y.dor/「ヒュドル」あるいは「ユドル」であった。
なお、近・現代の学問で水関連の事物についての造語をする場合、古代ギリシア語の「ὕδωρ」を接頭語として用いるために（若干変形させて）「hydro-」が使用されることがある（例: 英: hydrogen「水素」〈「水を生むもの」「水のもと」といった意味の造語〉、ハイドロプレーニング現象）。この学術的接頭辞の発音は、言語ごとに異なり、英語では/haɪdrə/「ハイドロ」、フランス語では/idʁɔ/「イドロ」である。
ラテン語ではaqua「アクア」である。これも伝統的に学術用語に、さらに非学術的分野（商用も含む）でも造語に用いられ、様々な言語で「aqua-」「アクア～」といった語や表現が多数存在する。
その他の言語では
- 英語 : water（/ˈwɔːtə(r)/、ウォーター）
- ドイツ語 : Wasser（/ˈvasɐ/、ヴァッサー）
- フランス語 : eau（/o/、オ）
- イタリア語 : acqua（/ˈakkwa/、アックア）
- スペイン語 : agua（/ˈaɣwa/、アグア）
- ポルトガル語 : água（ポルトガル /ˈaɣwɐ/、ブラジル /ˈagwə/、アグア）
- ロシア語 : вода（/vaˈda/、ヴァダ）
- ギリシャ語 : νερό（/nɛ.'ɾɔ/、ネロ）
- ヒンディー語 : पानी（パーニー）
- ペルシャ語 : آب（アーブ）
- アラビア語 : ماء（マーイ）
- ヘブライ語 : מים（マイム）
- 中国語 : 水（拼音: shuǐ、シュイ）
- チベット語 : ཆུ （チュウ）
- タイ語 : น้ำ（/náam/、ナーム）
- マオリ語 : wai
- 韓国語 : 물（/muɭ/、ムル） / 수[水]（/sʰu/、ス）
- モンゴル語 : ᠤᠰᠦ（ус、オス）
- トルコ語 : su（ス）
- アイヌ語 : ワッカ（wakka）

である。

### 自然科学での呼び分
水の概念を自然科学的に拡張して、化学式で {\displaystyle {\ce {H2O}}} と表現できる物質を広義の「水」とすれば、固体は氷、液体は水、気体は水蒸気、ということになる。
IUPAC系統名はオキシダン (oxidane) だが、ほとんど用いられない。また、一酸化二水素、一酸化水素、酸化水素、水酸、水酸化水素といった呼び方をすることも可能である。（→水素化物）
不純物をほとんど含まない水を「純水」と呼ぶ（たとえば、加熱してできた水蒸気を凝結した蒸留水など）。特に純度の高い水は「超純水」という呼称もある。
水の化学式 {\displaystyle {\ce {H2O}}} の水素が2つとも同位体の重水素である水を重水と呼び、化学式 {\displaystyle {\ce {D2O}}} で表す。水素の1つが重水素であり、もう1つが軽水素である水は、半重水と呼び、{\displaystyle {\ce {DHO}}} で表す。水素の1つが三重水素（トリチウム）である水は、トリチウム水（または三重水素水）と呼び、{\displaystyle {\ce {HTO}}} で表す。重水・半重水とトリチウム水を併せ、さらに酸素の同位体と水素の化合物である水も含めて、単に重水と呼ぶこともある。この広義の重水に対して、普通の水は、軽水と呼ばれる。
軽水と重水は電子状態が同じなので、化学的性質は等しい。しかし、質量が2倍、3倍となる水素の同位体の化合物である水では、結合や解離反応の速度などの物性に顕著な差が表れる。（→速度論的同位体効果）

### 気象用語
気象に関する用語では、水の粒の大きさによって、霧や靄（もや）と呼ぶ（これらを総称した一般用語として霞もある）。それらが上空にある状態では、雲と呼ぶ。雲から凝縮して大きめの水滴となって地上に落ちてくる水は雨と呼ぶ。上空で水蒸気が凝固して結晶となった氷は雪と呼ばれ、一体の結晶になっていない粒は、大きさによって霰（あられ）や雹（ひょう）と呼ぶ。それらが水と混合した状態になっていれば、霙（みぞれ）と呼ばれる。

## 水の知識の歴史概略

### 古代から18世紀まで
古代ギリシアの哲学者、一般に最初の哲学者とされる、紀元前6世紀頃の人物ミレトスのタレスは、万物の根源アルケーを探求する中で「アルケーは水である」と述べたと伝えられている。
同じく古代ギリシアのエンペドクレスは、火、空気、水、土（古代ギリシア語: πυρ, αήρ, ὕδωρ, γη
、ギリシア語: φωτιά, αέρας, νερό, γη、羅: ignis, aer, aqua, terra）を4つのリゾーマタ（古代ギリシア語: ῥιζὤματα、「根の物質」の意で今日の元素のこと）とし、それの集合や離散によって自然界のできごとを説明する、いわゆる四元素説を唱えた。これはアリストテレスに継承された。
古代インドでも、地、水、火、風 およびこれに空を加えた五大の思想が唱えられていた。また中国においても、万物は木・火・土・金・水の5種類の元素から成るとする五行説が唱えられた。
つまり、洋の東西を問わず、水は、基本的な4～5種の元素の1つだと考えられていた。こうした水の理解は、2000年以上、18世紀後半の時点でも、ごく一般的であった。
こうした理解に変化が生じ始めたのは18世紀末である。人類の歴史の中で見ても、ごく最近のことである。18世紀末に、キャベンディッシュが、金属と酸とが反応した時に、軽い謎の気体（現在では水素と呼ばれているもの）が発生し、それは簡単に燃えて水になることを発見した。また、ラボアジエが、この燃焼で化合する相手が空気中の酸素であることを確かめた。これによって「水は元素ではなかった」という考え方が登場した。ただし、ラボアジエの実験があっても、人々の考え方が直ちに変化したわけではない。人々や学者らもおおむね四元素の考え方をそれまでどおり用いていた、と科学史家たちは指摘している。18世紀までの文献に現れる「aqua」「water」「水」などは、基本元素としての水であると理解するのが妥当である。

### 19世紀
その後、19世紀初頭、イギリスのドルトンが実験の結果、水素と酸素が重量比で1:7で化合するとし（後に正しくは1:8と判明）、1805年にはゲイ・リュサックやフンボルトなどがそれぞれ、体積比で2:1で化合することを見出した。さらに1811年に、アボガドロが分子説を唱え、その枠組みの中で水の分子が {\displaystyle {\ce {H2O}}} と定められた。この19世紀の初頭に、西欧の学者たちの水の理解が変わったと科学史家らによって指摘されており、同世紀を通して一般の人々の理解も変化していったと考えてよい。
分子説の成立と共にあったという点などで、水は近代化学の発展のきっかけを作った物質である。この時期は、おおむねphilosophia（哲学）を母胎としてscientia（科学）が生まれつつあった時期と一致している。こうした新しい独特の哲学を行う人の数が徐々に増え、彼らが自分達のことを他の哲学者と区別するためにscientist（科学者）という用語がヒューウェルによって1833年に造語され その使用が提唱された。

## 水の分布

### 地球上の水
地球上には多くの水が存在しており、生物の生育や熱の循環に重要な役割を持っている。この水の存在は、気象学や海洋学などの地球科学、生態学における大きな要因の一つである。水蒸気は最大の温室効果ガスでもある。
地球の水の総量は約14億 km3（= 1.4×1018 m3）と言われ、その97 %が海水として存在し、淡水は残り3 %に過ぎない。地球表面の淡水のほとんどは氷河や氷山として、固体の形で存在している。氷の状態の淡水の大部分は南極大陸とグリーンランドが占めている。
| 位置       | 淡水湖 | 河川水 | 地下水浅 | 地下水深 | 土壌水 | 氷河 | 大気  | 塩水湖 | 海洋 |
| 存在比 (%) | 0.009  | 0.0001 | 0.31     | 0.31     | 0.005  | 2.15 | 0.001 | 0.008  | 97.2 |

この中で、淡水湖、河川水、地下水浅が、人間が直接に利用可能な水で、総量の1 %未満である。飲料水として利用できる水はさらに少ない。海水は天然および人工の全ての汚れを合わせ高濃度に汚染されているため、水資源としての利用価値はほとんどない。
地球における継続的な水の循環は水循環と呼ばれている。太陽から与えられたエネルギーを主因として、固相・液相・気相間で相互に状態を変化させながら、蒸発、降水、地表流、土壌への浸透などを経て、地球上を絶えず循環している。また、この循環の過程で地球表面の熱の移動や浸食、運搬、堆積などの地形を形成する作用が行われる。

### 太陽系の水
- 太陽系の惑星および衛星の表面に存在する水のほとんどは氷または水蒸気であり、地球以外で液体の水が存在する場所は少ない。相図から判るように、液体の水が存在できる温度範囲は高圧ほど広くなる。逆に、火星のように気圧の低い環境では、液体の水は安定に存在することはできない。しかし、かつての火星の表面には液体の水があったことが判明している。
- 木星の衛星の1つであるエウロパには、内部に液体の水からなる海が存在するのではないかと考えられている。

### 太陽系外の水
太陽系外惑星には、大量の液体の水を保持している可能性のある惑星が複数見つかっている。例えばケプラー22bやグリーゼ581d、HD 85512 bといった惑星は、地球と同じような環境で水の海を持つと推定されている。しかし、GJ 1214 bやかに座55番星eといった惑星は、地球と異なり、高温高圧の超臨界水の海を持つとされている。
2011年にクエーサーのAPM 08279+5255の降着円盤に、地球の水の140兆倍という膨大な量の水が発見された。APM 08279+5255は、宇宙誕生から16億年後の時代に存在する天体であり、このことは、既にこの時代に大量の水が存在していた事を示している。
2012年にはハッブル宇宙望遠鏡の観測により、GJ 1214 bが高温の水蒸気の大気を持つことが確認された。大気の下には超臨界水の海が存在する可能性がある。

## 生物と水
生物体を構成する物質で、最も多くを占める物質は水である。核や細胞質で最も多い物質でもあり、細胞内の物質を代謝する際の媒体としても利用されている。通常、質量にして生物体の70 % – 80 %が水によって占められており、そのうちわずか数パーセントでも不足すると生命活動に不都合が現れる場合がある。
生きている細胞には（理想的な溶媒である）水が多く含まれており、生命現象を司る化学反応の場を提供し、また水そのものが種々の化学反応の基質となっている。体液として、体内の物質輸送や分泌物、粘膜に用いられる。また高分子鎖とゲル化することで体を支える構造体やレンズにも利用されている。クマムシのように厳しい環境にも耐えられる生物は、体内の水分を放出し、不活性な状態を作り出すことができる。
なお、「生物は太古の海で誕生した」とされることがある。生物の化学組成と海水の組成が似ていることもその説の根拠の1つである。地上の生物もその先祖をたどれば水中生活を送っていた、とされる。
陸上のように、常に水に浸かっていない環境では、生物にとって最も重要な問題の1つが水の確保である。陸上の無脊椎動物では、周囲が湿っていなければ活動できない種も多い。陸上生物に見られる進化的形態の多くが、水の確保や自由水が限られた環境への適応である。クマムシの場合も、頻繁に乾燥にさらされる環境への適応として、休眠の能力が発達したと考えられている。
地球外生命の探査においても、液体の水が星表面または内部に安定して存在している星である事が生物が存在する条件の一つとして考えられている。水以外を溶媒とした生物も理論上は考えられるが、低過ぎる沸点や存在量の不足など何らかの問題を持っており、水より生物は発生しにくいだろうと考えられている（代わりの生化学）。

## 人間と水

### 人体と水
人体における水分量は年齢・性別によって異なり、新生児で約80 %、成人で60 %前後、高齢者は50 %台となる。また女性は男性に比べて体内の脂肪分が多い関係で水分量は同年代の男性に比べてやや少ない。そして「その人体の水のうち45 %までが、細胞内に封じ込められた水で、残り15 %が血液・リンパ液など細胞の外にある水」と言われている。この細胞内液、細胞外液の両者を総称して体液と呼ぶ。この体液が生命の維持、活動に重要な役割を果たす。
なおニッスイによると、1日に排出される水の量は体重60 kgの成人男性で2500 mLであり、内訳としては尿が1400 mL、糞100 mL、汗500 mL、肺からの呼気500 mLである。また、1日に必要な水の量は当然2500 mLで、一般に飲料水から1200 mL、食物から1000 mLが摂取され、残りは体内で行われた代謝の結果生じた水を300 mL得ているという。一方で、ハーバード健康出版局は1日に必要な水の摂取量を約1400 - 1900 mLとしており、そこには食事によって得られる水分も含まれる。
水は強力な水素結合で水分子同士が引き合っているために蒸発潜熱が多い。このため汗が蒸発することにより、非常に効率良く体温を放散できる。しかし、発汗しても液体として流れ落ちる量が多い時は、この限りではない。
脱水症
体内の水分量が不足した状態を医学的には脱水と呼ぶ。水分喪失量に対して水分摂取量が不足することによって起こる。脱水症状が長引くと、尿路感染症、腎臓結石、便秘などの特定の症状のリスクが高まるほか、持続的な注意や作業記憶などの認知スキルを弱めることがわかった。水分摂取不足、あるいは水分喪失過剰、あるいは水分摂取不足と水分喪失過剰の同時進行によって起きる。具体的には、高温の環境、重作業、激しい運動、発熱、下痢、嘔吐、食事不足などが原因となって起きる。
水中毒
人体が過剰な水分を投与された場合、細胞外液の浸透圧が異常に下がり、低ナトリウム血症によって悪心、頭痛、間代性の痙攣、意識障害などの症状を引き起こす。これを水中毒と言い、輸液ミス、心因性多飲、SIADHなどの結果として見られる。なお致死量は体重65 kgのヒトで10 – 30 L/日である。

### 人間の健康と水
十分な水を飲むことは多くの理由で重要である。細胞に栄養素を供給し、体温と血圧を調節し、関節を滑らかにし、感染を防ぎ、臓器が正しく機能し続けるのを助ける。水はまた、食物が消化管を通って移動し続け、腎臓の健康をサポートする。全米医学アカデミーは、健康な男性が1日あたり13カップの水分を摂取することを示唆しているが、そのすべてが水や液体や無糖の炭酸水である必要はない。多くの食品にはかなりの量の水分が含まれている。尿の色は、水分摂取量を監視する簡単な方法である。水分補給されているとき、尿は透明と軽いわらの色の間にあるべきである。濃い黄色または琥珀色は、より多くの水を飲む必要があることを示している。
安全な水を飲めるかどうか、ということは人間の健康に大きな影響を及ぼしている。汚物などに触れた不衛生な水を飲むと、感染症（コレラや腸チフス、赤痢など）で命を落とす者が出る。そしてこれらの病気は伝染する。体力の弱い乳幼児は、不衛生な水を摂ると、しばしば酷い下痢を起こし脱水症状で死亡する。老人も免疫力が弱く、不衛生な水で命を落としやすい。また、不衛生な水は寄生虫の問題も引き起こす。
古代でも中世でも、人類のほとんどは水道無しで生活していたと考えて良い。都市で暮らすにしても上水道が無かった。安全な水を飲む方法として古代から行われている1つの方法は、煮沸（しゃふつ）してから口に入れる方法である。他にも、太陽光による殺菌を行う太陽水殺菌などがある。

### 水の利用

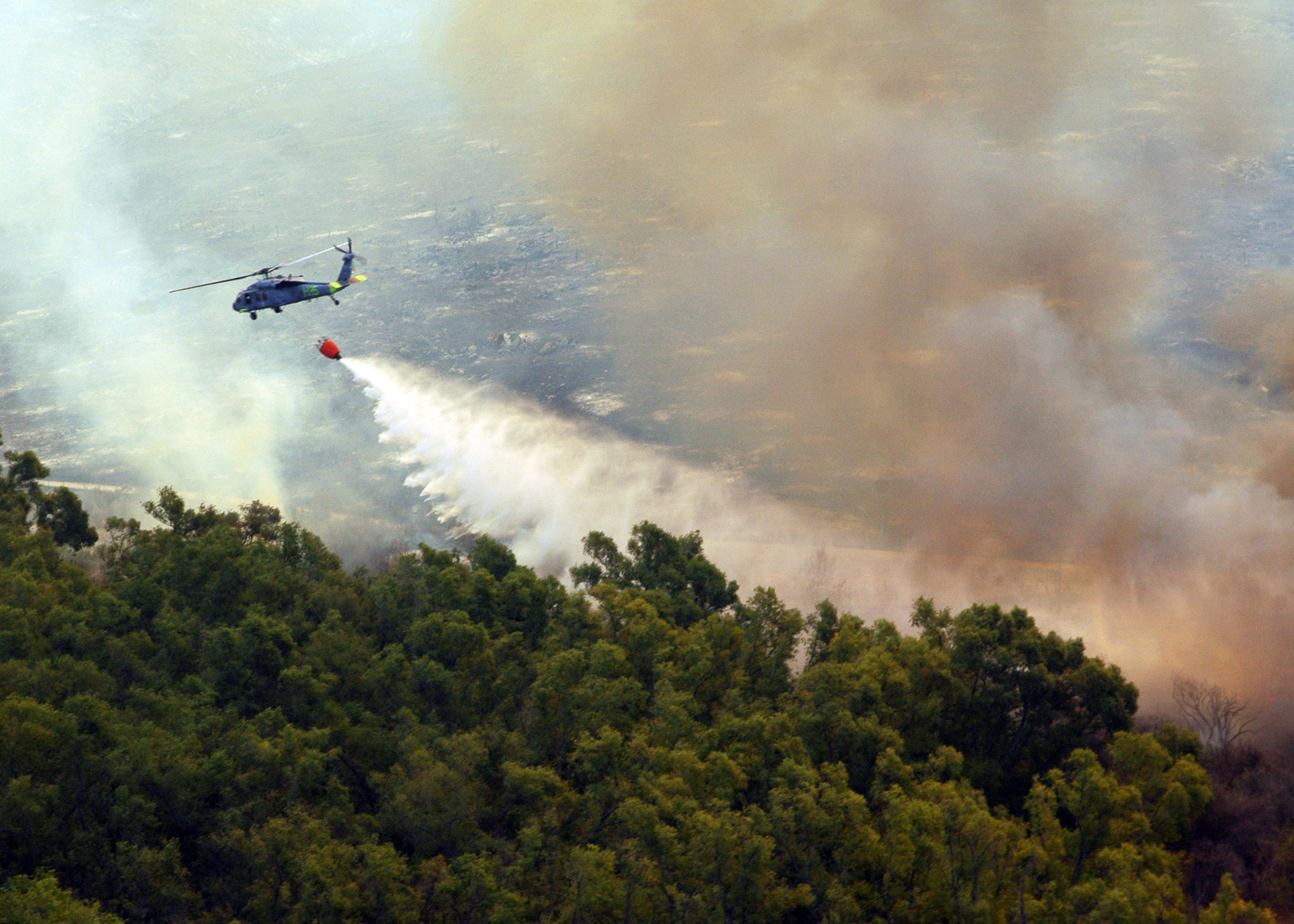
水は基本的な消火剤でもある

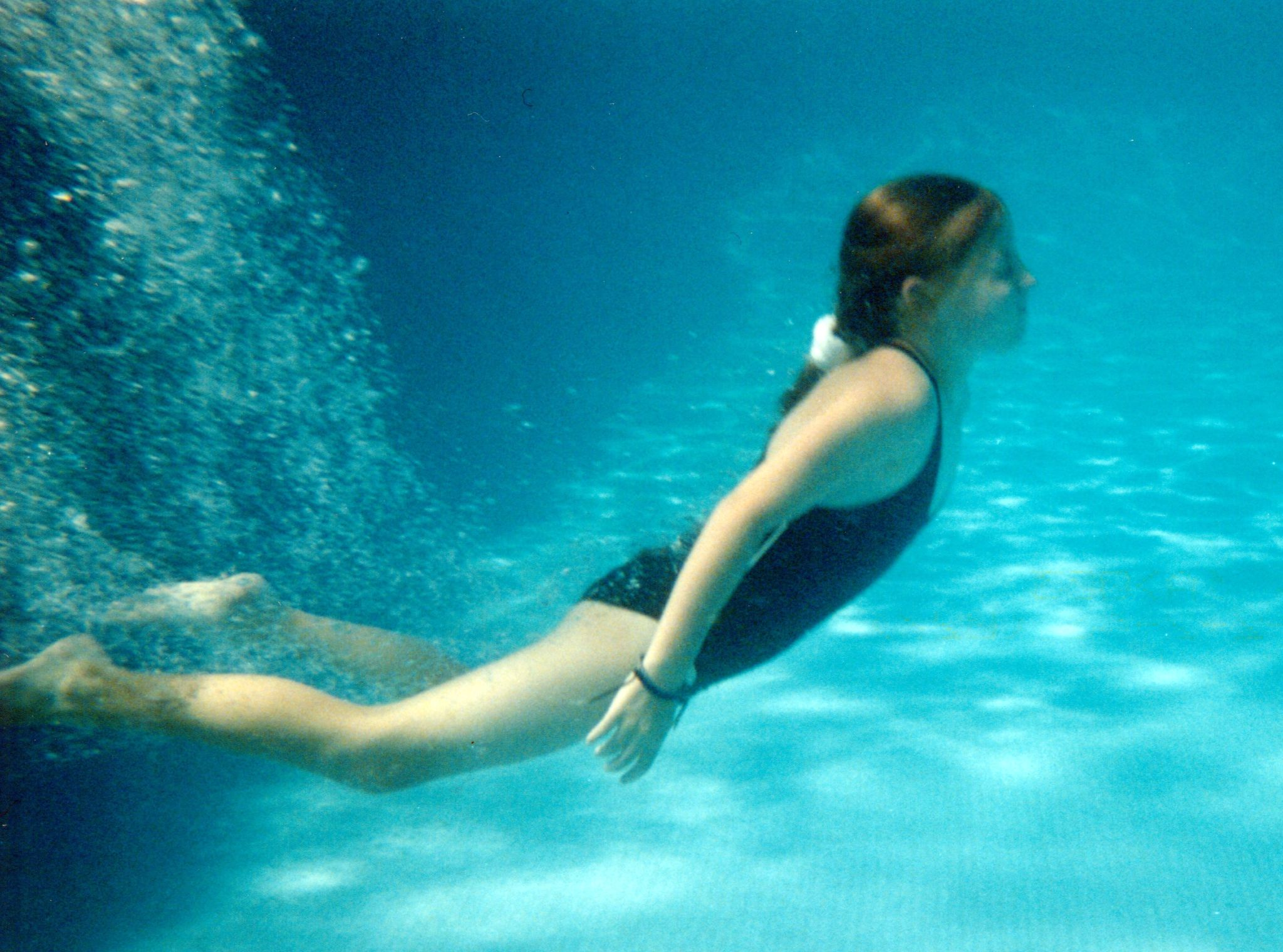
スイミングをする人

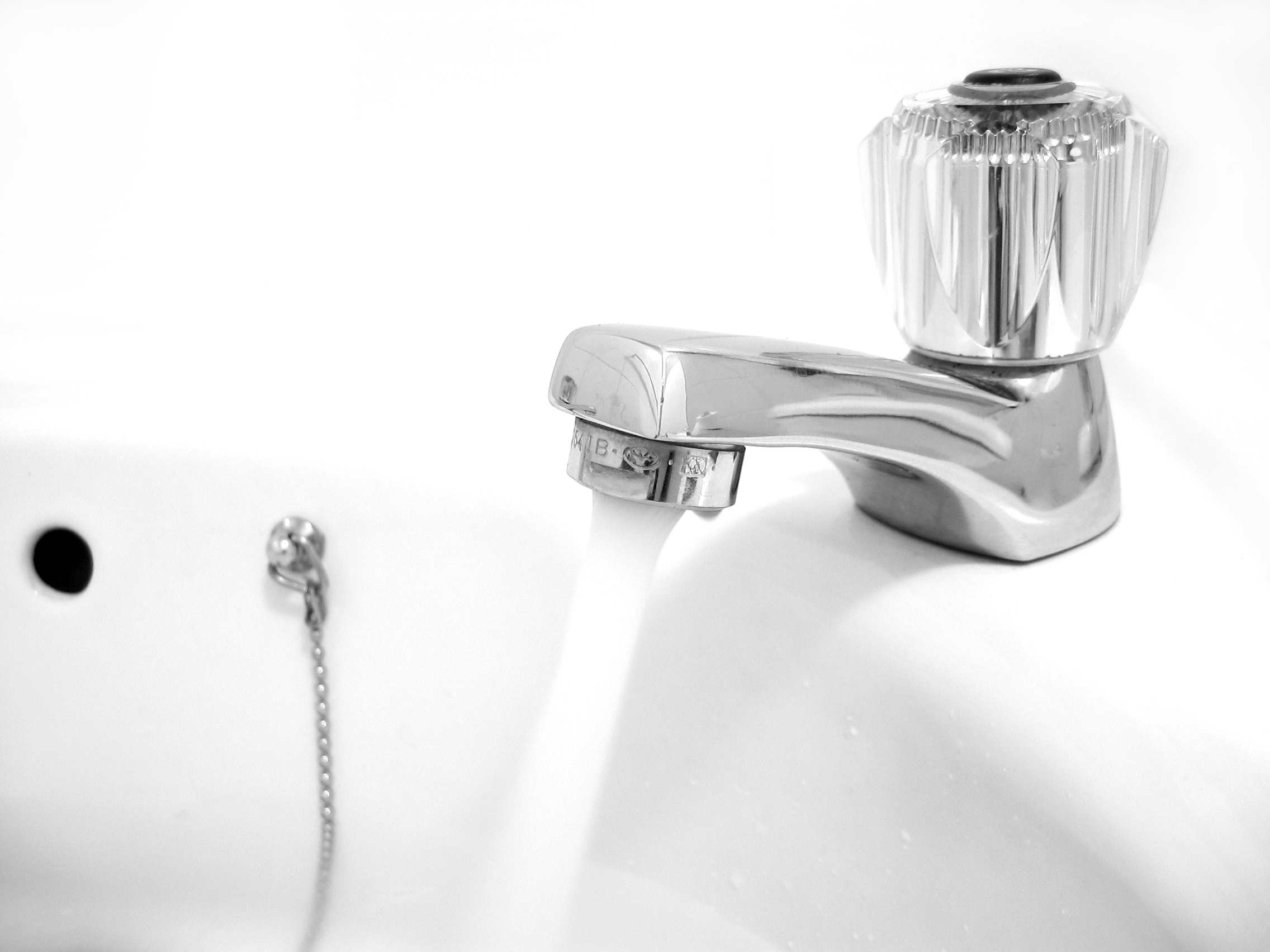
現代の水道の蛇口

水の使用形態は大きく都市用水と農業用水に分けられ、さらに都市用水は生活用水と工業用水に分けられる。

#### 世界の水の使用量
世界の水の使用量は、1995年の段階で年間約3570 km3で、内訳としては、農業用水が約2503 km3/年で約7割を占め最大、工業用水が約715 km3/年、生活用水が約354 km3/年だった、とも推定されている。水使用量は1950年から1995年までで2.6倍になっているともされ、2025年には30億人以上が水の量と質の限界（水ストレス）に直面する、とも予想されている。仮想水という指標で水の使用量が計算されている。

#### 家庭での水の使用状況と用途
家庭での水の使用量は、地域によって著しく異なる。途上国の中には、1日1人当たり数リットル程度の国も見られる。その一方で、先進国では1日1人当たり数百リットルという国が多く、途上国と先進国の間には大きな差がある。日本の家庭の使用量も他の先進諸国と同様、特に多い部類に入る。
日本での使用状況の1例として東京の家庭でのそれを挙げると、1日で1人当たり242 Lの水を使っている（2005年現在、東京都水道局調べ）。家庭での水の使用量のうち、28 %がトイレ、24 %が風呂、23 %が炊事、17 %が洗濯であった（2002年、東京都水道局）。

#### 水道

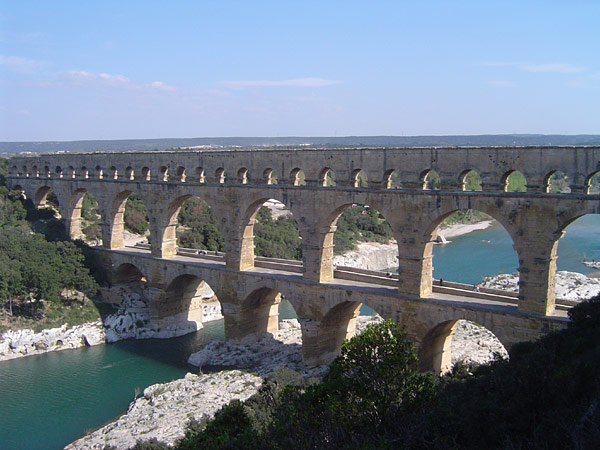
古代ローマの水道橋であるフランスのポン・デュ・ガール。

ローマ帝国（古代ローマ）は、土木技術に秀でており、ローマに水を引くべく水道を建設した。これのおかげでローマの住むローマ市民は公衆浴場を利用することができた。ローマには公共の水洗トイレもあった。石製のベンチ状の物の下を水が流れており、ベンチには穴があいており、そこにこしかけて用をすれば、排泄物が流れてゆくのである。ローマのように水がふんだんにある都市生活は世界的に見て例外的であり、他に類を見ない状態であった。 ローマ帝国の時代、ローマという都市に住む人々は風呂に頻繁に入っていたわけだが、その後、彼ら(かつてのローマ帝国の中核的市民。今のローマ市民やイタリア人）は頻繁に風呂に入る習慣は失った。
都市では、都市で生活する者に安全な飲料水をいかにして届けるかということは、都市を治める者、政治を行う者にとって大きな問題である。
日本の江戸では、水不足の状態を改善するために、1652年に玉川上水の建設が計画され、翌1653年、まずは本線が建設された。難工事で幕府の用意した資金は底をついてしまい、玉川兄弟は自宅を売って建設を続行したという。承応3年（1654年）6月から、江戸市中への通水が開始された。
京都では1885年（明治18年）に琵琶湖第1疏水を着工し、1890年（明治23年）に完成した。

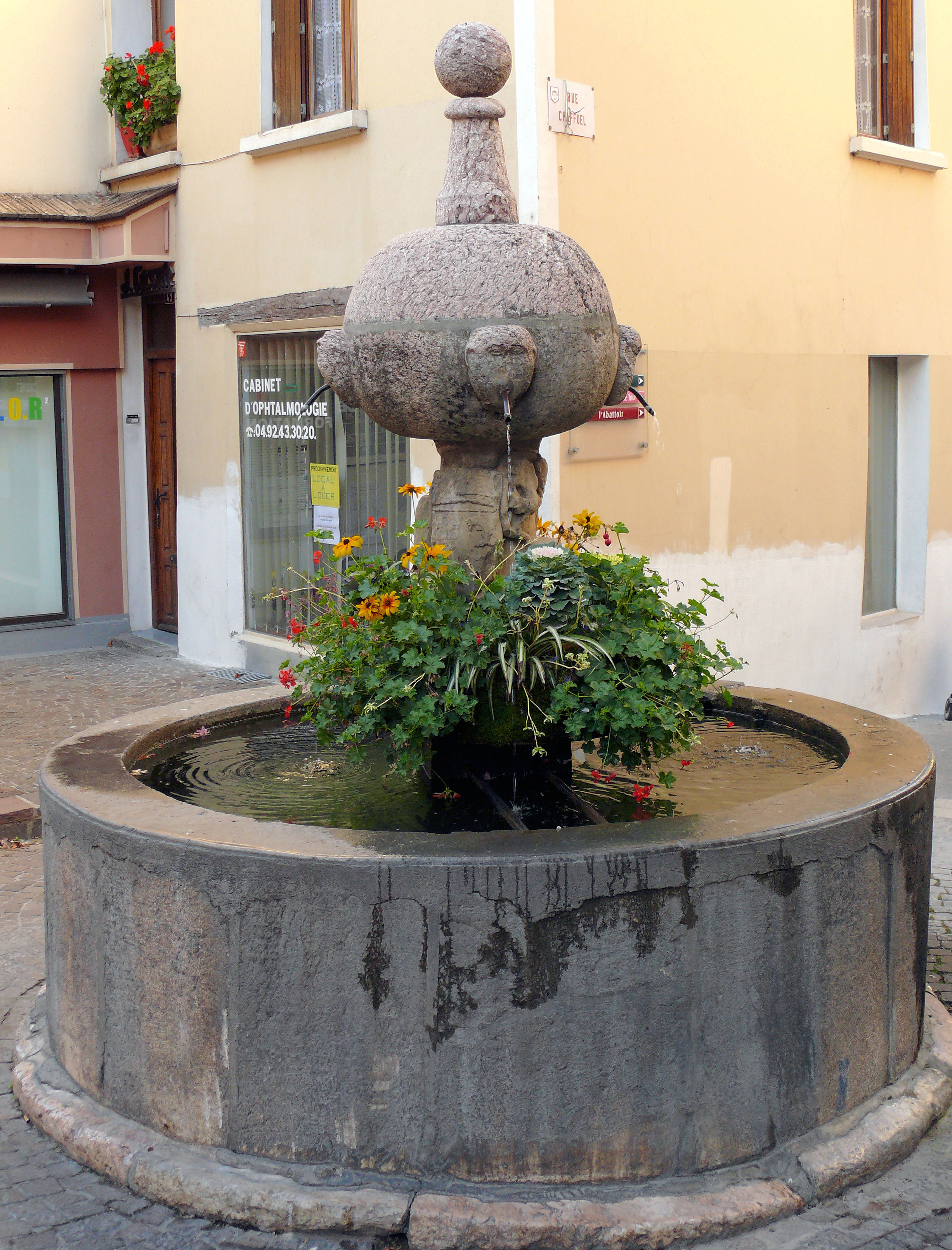
ヨーロッパの小都市の広場などにある 「fonteフォンテ」 や「fontaineフォンテーヌ」（＝「泉」）の例。

中世ヨーロッパでは、各都市は外敵を防ぐべく壁を建設し（城塞都市）、自治が行われ、独立性が高く、小さな国のような様相を呈する都市が多かった。ヨーロッパの都市では、街の広場などに、都市の近くの山などから水道で水を引き、その水を出す fonte フォンテ （イタリア語、ポルトガル語。フランス語では fontaine フォンテーヌ、日本語では「泉」）を設置して、飲料水を市民に提供している都市が多かった。市民は桶を持って広場にやってきて、この「泉」で水を汲んで、水が入った重い桶を持って家まで運び、各家でそれを使うのである。つまり「水道」があるといってもそういう程度のことであったのであり、基本的に各家まで引かれていたわけではない。
中近世のヨーロッパの水事情を理解するための例の1つとして、フランスの首都のパリの水事情について説明すると、パリの水事情は劣悪であった。16世紀・17世紀・18世紀と、パリ市民は安全な飲料水をたっぷりと確保できていたわけではない。基本的に、風呂に入る、などということは考えられない状態であった。やることと言えば、布に水や湯を含ませて身体を拭くということだったり、せいぜいやるとしても、身体があまりに臭くなったら、桶やたらい（金たらい）を用意して、服を脱いでその中で立って、桶にくんだ水をチョロチョロと身体にかけて流し、数分後にはそそくさと身体を拭く、という程度であった。
汚水の扱いも酷い状態で、パリに下水道が整備されていなかったため、市民は、汚物を家（アパルトマン）の前の街路に捨てていた。当時、パリの街路は道の端や真ん中に水が集まるようにしてあり、雨になるとそこを雨水が流れるのだが、そこに汚物が大量に流れ、街全体に悪臭が漂っていたのである。そのような状態が常態化すると、終いには、建物の3階・4階などに住み、いちいち1階まで歩いて降りる手間を面倒に感じる者などでは桶に入った汚物を窓から直接放り投げるような不届き者すらもいた。パリの街を歩くには、足元の汚水にも気を付けなければならないし、同時に、頭上にも注意を払って汚物をかけられないように気を付ける必要すらあったのである。
この状況が変わったのは19世紀のことで、オスマンが行ったパリ改造（オスマニザシオン）の成果であり、オスマンは、パリ市民のために安全な水を豊富に確保するために、パリから100 kmも離れた水源からパリに水を引くという決断を行い、それが成功し、各家庭に充分に水を届けることが可能になり、その結果、当時、パリの各家庭でバスタブを置き風呂に入るということがちょっとした流行になった。
地域によっては現代でも水道が無い国が多い。毎日水をバケツなどで家まで運ぶ地域もある。さらに、水源が遠いため自力で長距離を歩かなければならず、その労働を担う子供が通学さえままならない地域もある。
日本では行われていないが、国や地域によっては、虫歯の予防のために水道水にフッ化物が添加されている。一方、ほとんどのボトル入り飲料水にはフッ化物が含まれていないため、こうした地域では水道水を飲んだ方が口腔の健康上望ましいと考えられている。

## 水と芸術

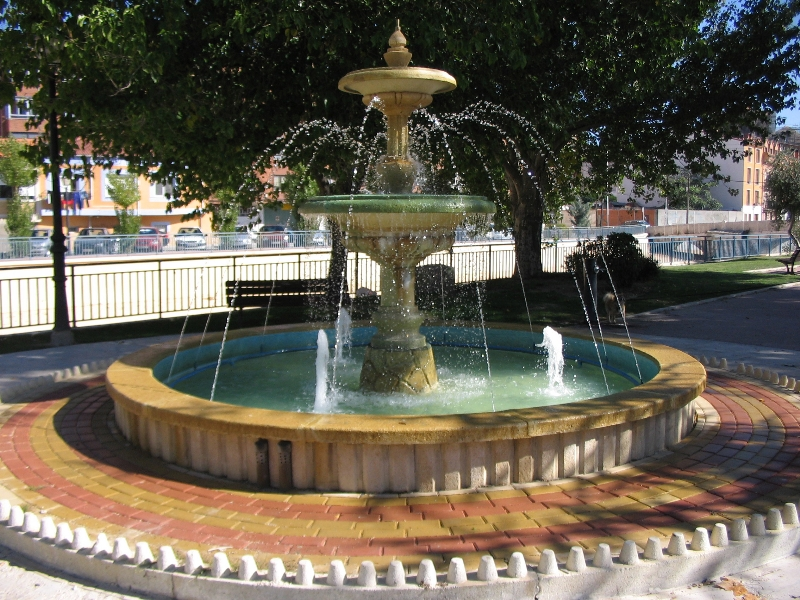
噴水

水は人類にとって最も身近で重要な物質であり、かつ様々な態様を見せることから、水をモチーフとした数々の芸術作品が生み出されている。
水そのものを取り入れた作品として、庭園における池や噴水などがある。

## 代表的な慣用句
- 水掛け論 - 双方が主張を言い合い解決しない議論のこと。田に水が欲しい双方が、水を掛け合ってまで争う様に由来する成句だと言われている。
- 湯水のように（ごとく） - 大量に使うことを指し、通常は無駄遣いや乱費の表現として用いられる。日本ではかつて「水と安全はタダ」など言われ、水は非常に安価または無料の代名詞であった。茶道の点前で茶道具を清めるために大量の湯水を使うことに由来する。
- 水商売（またはその略称「お水」） - 飲食業または風俗業の別称。1日の客数が安定しない（水物である）から。一説に、酒の水割り用の水道水に値段を付ける（金を取る）ことから。
- 水に流す - 過去の因縁を忘れること。汚れ物は水に溶かして流れ去るに任せるのが古来の流儀である。実際に、多くの汚物は水中における自然の浄化作用とその人工的応用である汚水処理によって処理される。

他にも、世間や市場に普遍的な物（貨幣や情報など）を水に喩えて、「洪水のような」「氾濫する」などと表現されることがある。